# 伸展式舞台

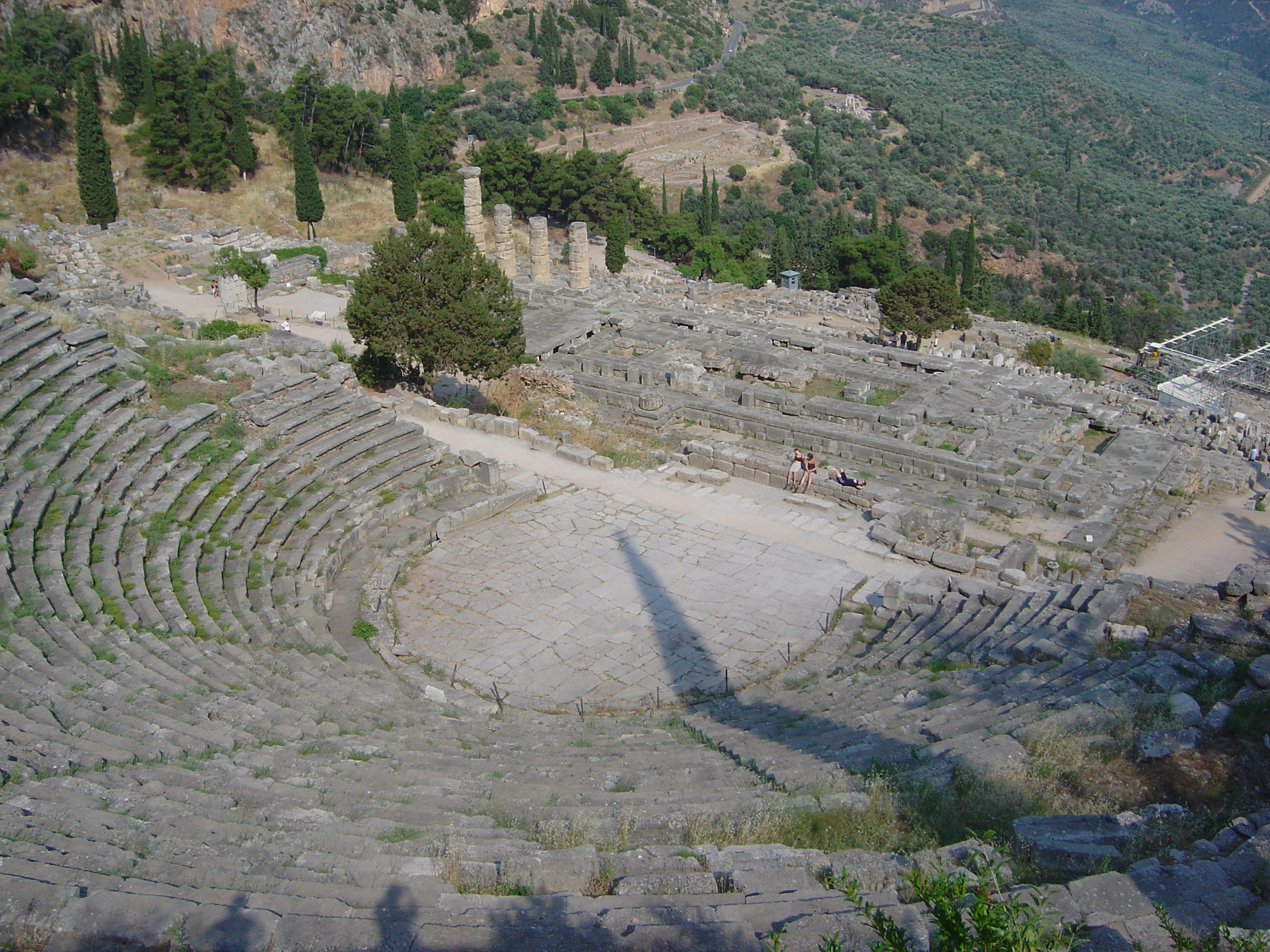
位於希臘的古代劇場舞臺

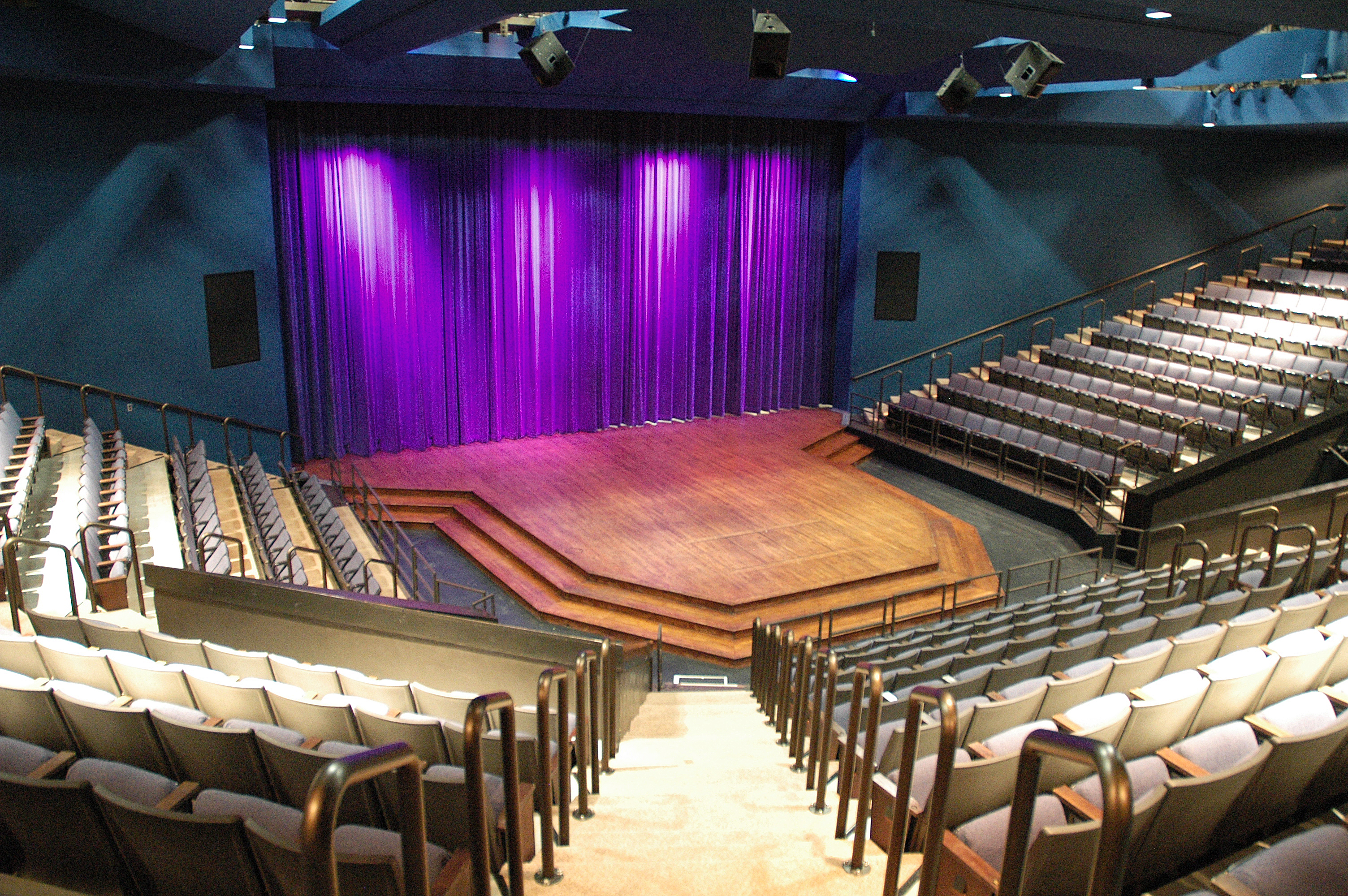
伸展式舞台

伸展式舞台（Thrust Stage）是劇場結構的一種。
伸展式舞台与镜框式舞台的区别在于，主舞台向前突出，伸向观众席，这一部分的三面都暴露给观众. 古希腊,中世纪,和文艺复兴时期的戏剧全都使用伸展式舞台。在現代，伸展式舞台大多用於莎士比亞戏剧（如皇家沙士比亞剧院）和太陽劇團的帳篷巡迴表演。

## 例子
- 古希臘戲劇
- 環球劇場
- 宜蘭演藝廰